# Benkő Pál
 Ez a cikk a sakkjátszmák algebrai lejegyzését alkalmazza.
Benkő Pál (Amiens, Franciaország, 1928. július 15. – Budapest, 2019. augusztus 25.) magyar-amerikai sakkozó, nagymester, feladványszerző nemzetközi mester, többszörös világbajnokjelölt, Magyarország, az Amerikai Egyesült Államok és Kanada nyílt sakkbajnoka, sakkolimpiai ezüstérmes, BEK-kupa-győztes, sakkszakíró.
1993-ban beválasztották a World Chess Hall of Fame (Sakkhírességek Csarnoka) tagjai közé. A világ egyetlen sakkozója, aki egy személyben nagymester, többszörös világbajnokjelölt és feladványszerző nemzetközi mester volt.
Két alkalommal játszott a világ legjobb nyolc sakkozója között a világbajnokjelöltek versenyén. 1971-ben a sakkvilágbajnoki zónaközi versenyre szerzett kvalifikációját átadta Bobby Fischernek, aki ennek köszönhetően szerezte meg 1972-ben a sakkvilágbajnoki címet.
Magyarország csapatában bronz-, az Amerikai Egyesült Államok csapatával sakkolimpiai ezüstérmes. Magyarország sakkbajnoka (1948), nyolcszor végzett az USA nyílt bajnokságának élén (1961, 1964, 1965, 1966, 1967, 1969, 1974, 1975), ebből háromszor egyedüliként, és Kanada bajnoka is volt (1964). A Budapesti Spartacus Bajnokcsapatok Európa Kupája győztes csapatának tagja (1982).
Több sakkelméleti könyv szerzője, neves sakktanulmány- és feladványszerző.
1957-ben hagyta el Magyarországot, 1962-ben amerikai állampolgárságot kapott, de a magyart is megtartotta. 1964 óta felváltva él Magyarországon és az Egyesült Államokban.
Felesége Nagy Gizella (1937) 1961–1992 között a Budapesti Műszaki Egyetemen tanított matematikát, majd onnan adjunktusként ment nyugdíjba. Ismert női sakkozóként mesterjelölti minősítést szerzett, a válogatott keret tagja volt. 1955-ben a magyar női bajnokság döntőjében is játszott, és újoncként a 10. helyen végzett. Abban az évben ismerték meg egymást, 1958-tól rendszeresen leveleztek, majd 1968-ban összeházasodtak. Két gyermekük született, Pálma és Dávid, mindketten matematikusok, az Egyesült Államokban élnek.
Tanítványai közé tartoztak Karakas Éva, a Polgár lányok, valamint az amerikai nagymester, világbajnokjelölt Fabiano Caruana is.

## Élete és sakkpályafutása

### Magyarországon
Mérnök édesapja Franciaországban dolgozott az első világháború után, ahol ő is született. 1932-ben tért vissza családjával Magyarországra.
1944-ben apja és testvére szovjet fogságba került, őt a leventékkel nyugatra akarták vinni, de a határ előtt megszökött. Szovjet fogságba került, de sikerült onnan is megszöknie. Szegedi ismerősei biztosítottak neki szállást egy kollégiumban. 1945-ben édesanyja a nélkülözések következtében elhunyt, apja és testvére még nem került haza, ő maga rossz körülmények között, a húgával élt. Foglalkozott az öngyilkosság gondolatával is, de végül húgára tekintettel elállt szándékától. Testvérét jó kezekbe adta, és ő visszatért Szegedre, ahol 1947-ben leérettségizett. Később a Közgazdasági Egyetemen folytatta a tanulmányait. Apja és bátyja is kiszabadult, hazajöhettek, ezért ő is visszatért Budapestre.
A bátyjától tanult meg sakkozni. A Kemény Zsigmond Gimnáziumban tanult, ahol egyik sakkozó tanára szimultánt adott, akit megvert, ő vitte el a Zuglói Sakk-körbe, ahol 1942-ben kezdett el versenyezni. Első versenyén utolsó lett, de kapott egy megnyitáselméleti sakk-könyvet. 1945-ben játszott először olyan versenyen, ahol mesterek is szerepeltek, és 1,5 pont előnnyel nyert. Ezzel szerzett magyar mesteri címet. Először 1946-ban indult a magyar sakkbajnokságon, ekkor 5–6. lett, 1947-ben már 2–3. helyezett, és 1948-ban megnyerte. Ezeken kívül még 1950-ben és 1955-ben bronz-, 1954-ben és 1957-ben ezüstérmet szerzett. Összesen tíz alkalommal játszott a magyar bajnokság döntőjében.
Első külföldi versenyén, Bad Gasteinben 2–3., 1949-ben Łódźban első helyezett lett. 1949-ben a Budapest–Moszkva scheveningeni rendszerű csapatmérkőzésen a kiváló szovjet sakkozókból álló nyolcfős csapat ellen Budapesten 4,5, Moszkvában 3 pontot ért el, és összesítésben 1,5 pont előnnyel Szabó és Barcza előtt a legeredményesebb magyar lett. Ugyanebben az évben Bukarestben jó nemzetközi mezőnyben 2. helyezett volt. Az 1950-ben létrehozott nemzetközi mesteri címet az elsők között kapta meg.
1952-ben Füstér Gézával együtt Nyugat-Berlinbe próbált szökni. Füstérnek sikerült átjutnia a határon, neki nem. Emigrálási kísérlete miatt több mint egy évre Kistarcsára internálták. Emiatt nem jutott ki 1952-ben a Stockholm-Saltsjöbadenben rendezett zónaközi versenyre, holott a részvétel jogát 1951-ben a zónaversenyen kivívta magának.
1953 őszén kezdhetett újra versenyezni, de csak szocialista országokbeli versenyeken engedték játszani. Megnyert egy budapesti mesterversenyt, 1954-ben a magyar bajnokságon ezüstérmes, 1955-ben bronzérmes, és a Budapestre látogató szovjet csapat ellen ismét ő lett a legeredményesebb magyar. 1956-ban Budapesten egy erős mezőnyű Aljechin-emlékversenyen Portisch Lajos társaságában 1–2. helyezett.
Az 1956-os forradalom után bízott abban, hogy megváltozik a személyéhez való hozzáállás, de hamar ismét bezárva érezte magát az országban. Az 1957-es magyar sakkbajnokság első és harmadik helyezettje, a szófiai, második helyezettje a dublini zónaversenyen indulhatott. Ezért, mivel a verseny felénél az élen állt, úgy taktikázott, hogy a második helyen végezzen. Előre eltervezte, hogy Dublin után nem tér haza. A dublini verseny után még játszott a főiskolás csapatvilágbajnokságon Izlandon, ott jelentette be, hogy nem tér haza. Apja már 1956-ban Amerikába vándorolt.

### Emigrációja idején

#### Világbajnoki szereplései
1957-ben a Dublinban rendezett zónaversenyen a 2–3. helyet szerezte meg, ezzel továbbjutott a zónaközi döntőbe. A versenyről nem tért haza, hanem Amerikába emigrált. Az 1958-ban a Portorožban rendezett zónaközi döntőn hontalanként játszott, és Tigran Petroszjánnal holtversenyben a 3–4. helyet szerezte meg. Ezzel kivívta a jogot a világbajnokjelöltek versenyén való részvételre. Ezért az eredményéért kapta meg a nemzetközi nagymesteri címet. Az 1959-ben Jugoszlávia több városában rendezett világbajnokjelölti tornán végül a 8. helyen végzett.

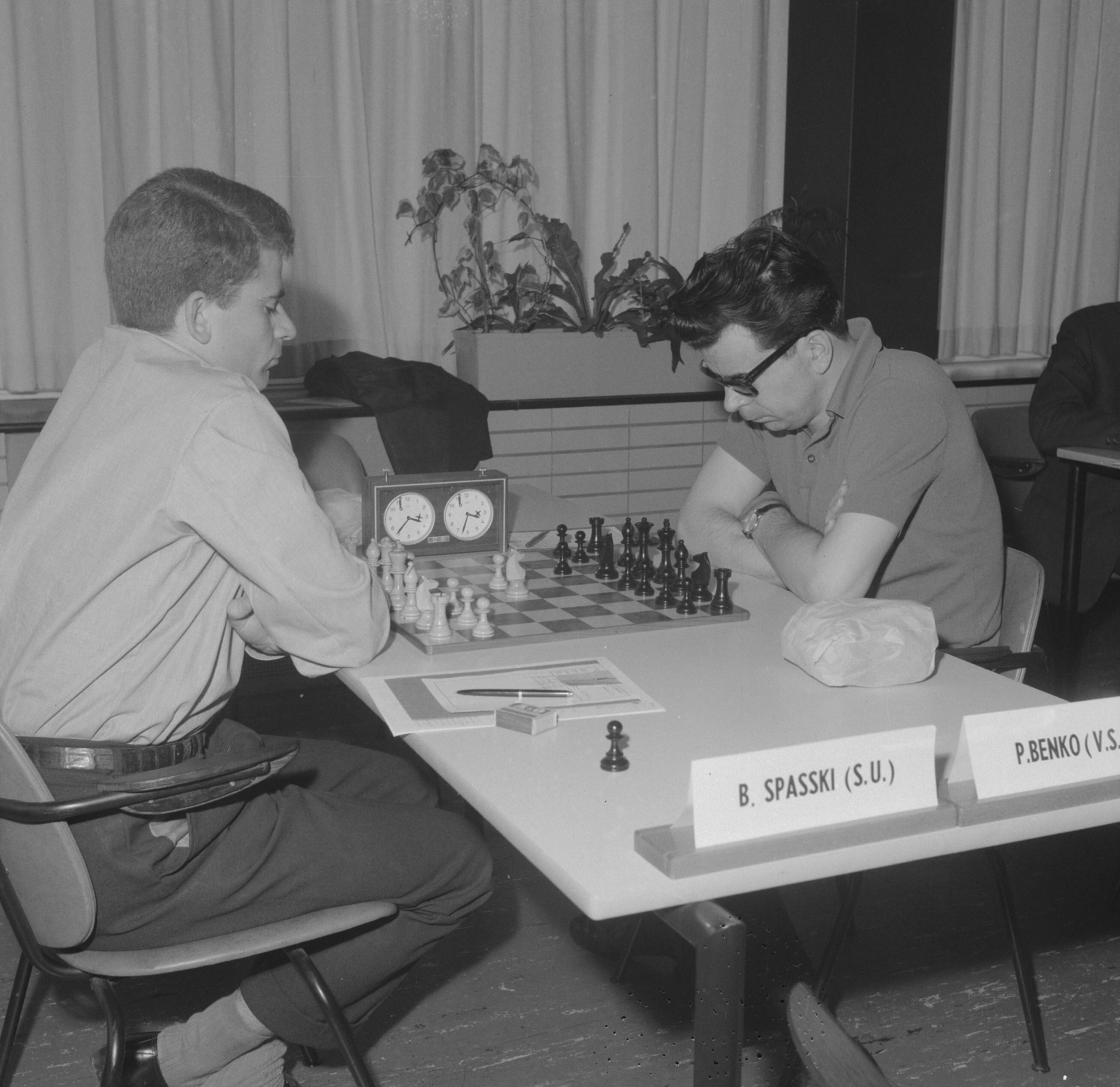
Szpasszkij ellen, 1964-ben

Az 1960–63-as sakkvilágbajnoki ciklusban a stockholmi zónaközi döntőn 1962-ben ismét kiharcolta a világbajnokjelöltek versenyére való továbbjutást, amelyet akkor Curaçaóban rendeztek meg. Szereplése ezúttal sikeresebb volt, a 6. helyen végzett. Kulcsszerepe volt Tigran Petroszján világbajnoki címhez jutásában, mert az utolsó előtti fordulóban megverte az addig vezető Paul Kerest, így Petroszján lett az első.
1964-ben ismét játszott a zónaközi döntőn, ezúttal azonban csak a 16. lett a 24 induló között.
Az Amerikai Egyesült Államok bajnokságán elért helyezése alapján szerzett indulási jogot az 1970-es zónaközi versenyen való részvételre. E jogot azonban átengedte Bobby Fischernek, aki nem indult a zónaversenynek számító amerikai bajnokságon, ezért a további küzdelmekben sem vehetett volna részt az 1972-es világbajnoki címért folyó küzdelemsorozaton, amit később sakktörténeti jelentőségű páros mérkőzésen meg is nyert Borisz Szpasszkij ellen.

#### Sakkolimpiai szereplései
Az 1956-os moszkvai sakkolimpián a bronzérmes, 2–3. helyezett magyar csapat tagja, és a 3. táblán Paul Keres és Ivkov után az övé volt a legjobb százalékos teljesítmény. A magyar csapat legyőzte a szovjeteket, akiknek ez volt az első csapatvereségük a sakkolimpiák történetében.
1962-ben kapta meg az amerikai állampolgárságot, de a magyart is megtartotta. Amerikai állampolgárként játszhatott az Amerikai Egyesült Államok csapatában az olimpiákon.
Az USA színeiben 1962 és 1970 között öt alkalommal volt olimpiai csapattag, azt mindig előre kikötötte, hogy a magyar válogatott ellen nem játszik, és ezt el is fogadták. 1962-ben a várnai olimpián a 2. táblán az övé volt a második legjobb eredmény Petroszján mögött, amelyért egyéni ezüstérmet kapott. Tagja volt az 1966-os sakkolimpián ezüstérmet szerzett amerikai válogatottnak. 1974–1984 között az amerikai válogatott csapatkapitányaként még hat sakkolimpián vett részt. Ez utóbbi jelentőségét emeli, hogy az USA csapatánál a csapattagok szavazással választottak kapitányt, aki szekundánsként is segített: ő pedig elsőrangú elemzőként és végjáték-szakértőként nagy segítségére volt a versenyzőknek a függőjátszmáknál.

#### Eredményei az amerikai bajnokságokon
1961-ben nyerte meg először az Amerikai Egyesült Államok nyílt bajnokságát. 1961–1975 között nyolc alkalommal végzett egyedül vagy holtversenyben az első helyen az USA nyílt bajnokságain: háromszor volt egyedül első, négyszer 1–2. helyezett, egyszer 1–3. helyezett, és egyszer a 2–3. helyen végzett. Az amerikai nyílt (open) versenyeken is kiválóan szerepelt: 1965: American open 1. helyezés, 1966: Las Vegas National open 1., 1967: Atlantic open 1., New York open 1., 1968: Sahara-Tahoe National open 1., 1969: Atlantic open 1., 1974: Lone Pine USA open 2–3. helyezett, 1975: National open 1. World Open 1–2. helyezést ért el. 1964-ben Kanada nyílt bajnokságának is győztese lett. Összesen mintegy 60 nyílt versenyt nyert meg Amerikában, ezért elnevezték a nyílt versenyek királyának.
Az amerikai „zárt” bajnokságokon 1969-ben bronzérmes, 1974-ben 2-3. helyezett.

#### További versenyeredményei

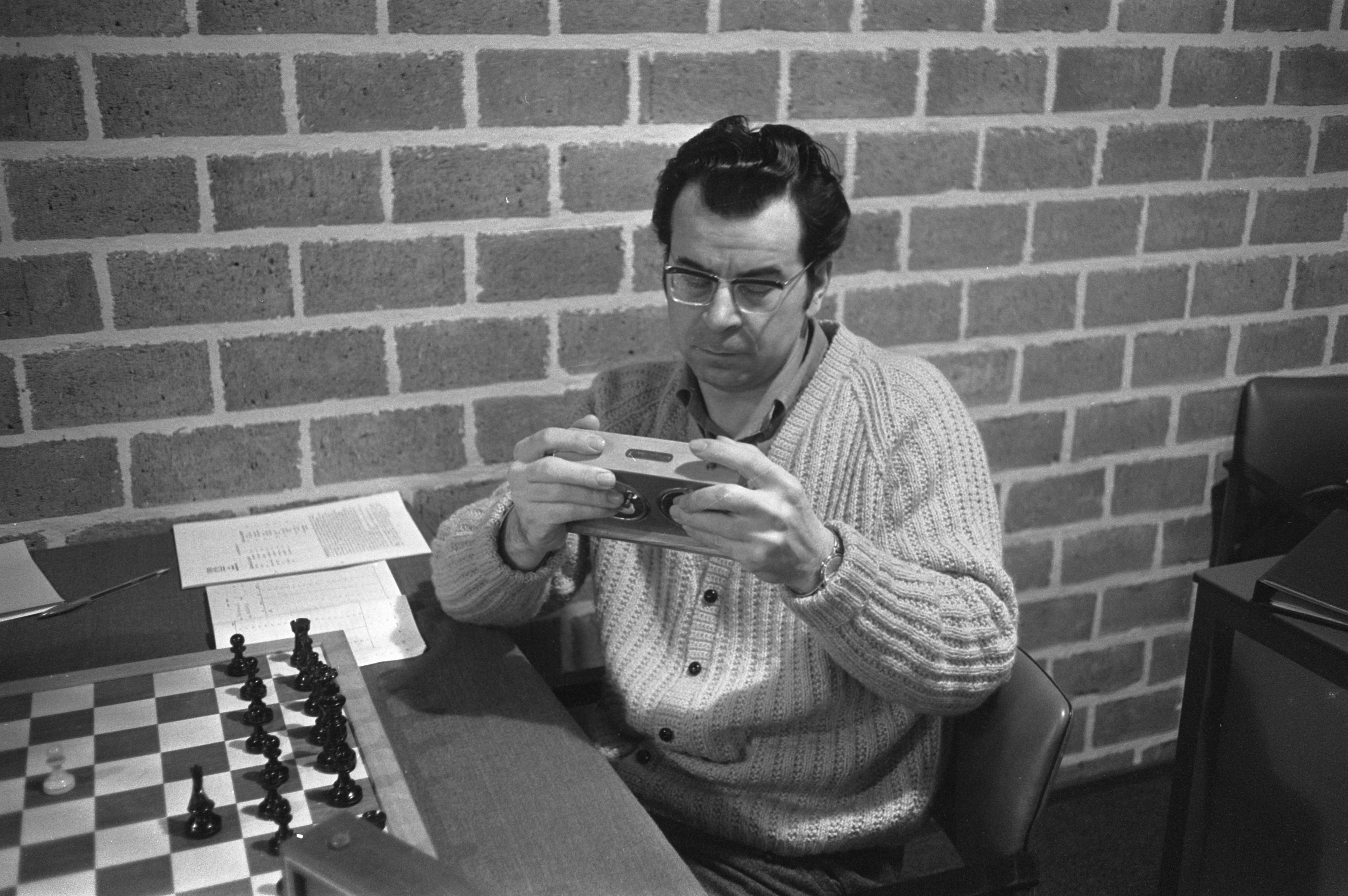
1970-ben

Amerikában tőzsde- és ingatlanügynökként dolgozott, így megélhetése biztosítása miatt kevesebb versenyen indult. 1969–1974 között, amikor egzisztenciája már biztosabb lett, viszonylag több versenyen játszott: 1969: Velence 2–7. helyezés, Malaga 1–2., Netanya 2–4., Versec 2., 1970: Malaga 1–2., Caracas 4–6., 1970/71: Reggio Emilia 2., 1972: Újvidék 2., 1973: Sao Paulo 2–4., Orense 2–3., Torremolinos 1–2., 1974: Orense 2. helyezett.

### Ismét Magyarországon
Az 1963-as amnesztiarendelet után 1964-től amerikai-magyar kettős állampolgárként gyakran utazott Magyarországra. Az 1970-es évek közepétől már magyar színekben is játszott a Budapesti Spartacus klubcsapatában.
Hétszeres magyar bajnok: 1955-ben a Budapesti Vörös Lobogó, majd Amerikából visszatérte után 1977, 1978, 1980, 1983, 1985, 1986-ban a Budapesti Spartacus csapatával. A Bajnokcsapatok Európa Kupájában a Bp. Spartacus csapatával 1976-ban és 1979-ben elődöntős volt, 1982-ben az 1. helyet szerezte meg.
1994-ben újra a magyar olimpiai csapat tagja lett: kapitányként vett részt a moszkvai sakkolimpián, de már előtte az 1990-es újvidéki, majd az 1996-os jereváni sakkolimpián is a magyar csapat segítője volt.

## Játékereje
A Chessmetrics kronologikus pontszámítása szerint a legmagasabb Élő-pontszáma 2687 volt 1958. decemberben, amellyel akkor a világranglista 17. helyén állt. Utolsó hivatalos FIDE Élő-pontszáma 2408 (2004. július).
Pályafutása során négy világbajnok – Mihails Tāls, Tigran Petroszján, Vaszilij Szmiszlov és Bobby Fischer – ellen is győzni tudott. Fischert három alkalommal is legyőzte, és olyan nagy nevek is áldozatául estek, mint Viktor Korcsnoj, Paul Keres és Samuel Reshevsky.

## A tanulmány- és feladványszerző
|    | |    |    |    |    |    |    |
|    | \| \| \| \| \| \| \| \| \| \| \| \| \| \| \| \| \| \| \| \| \| \| \| \| \| \| \| \| \| \| \| \| \| \| \| \| \| \| \| \| \| \| \| \| \| \| \| \| \| \| \| \| \| \| \| \| \| \| \| \| \| \| \| \| \| \| \| \| \| \| \| \| |    |    |    |    |    |    |
|    | |    |    |    |    |    |    |
| a8 | b8 | c8 | d8 | e8 | f8 | g8 | h8 |
| a7 | b7 | c7 | d7 | e7 | f7 | g7 | h7 |
| a6 | b6 | c6 | d6 | e6 | f6 | g6 | h6 |
| a5 | b5 | c5 | d5 | e5 | f5 | g5 | h5 |
| a4 | b4 | c4 | d4 | e4 | f4 | g4 | h4 |
| a3 | b3 | c3 | d3 | e3 | f3 | g3 | h3 |
| a2 | b2 | c2 | d2 | e2 | f2 | g2 | h2 |
| a1 | b1 | c1 | d1 | e1 | f1 | g1 | h1 |

| a8 | b8 | c8 | d8 | e8 | f8 | g8 | h8 |
| a7 | b7 | c7 | d7 | e7 | f7 | g7 | h7 |
| a6 | b6 | c6 | d6 | e6 | f6 | g6 | h6 |
| a5 | b5 | c5 | d5 | e5 | f5 | g5 | h5 |
| a4 | b4 | c4 | d4 | e4 | f4 | g4 | h4 |
| a3 | b3 | c3 | d3 | e3 | f3 | g3 | h3 |
| a2 | b2 | c2 | d2 | e2 | f2 | g2 | h2 |
| a1 | b1 | c1 | d1 | e1 | f1 | g1 | h1 |

Első szerzeménye 1942-ben jelent meg. 1947-ben a Délmagyarország, 1948-ban a Friss Újság című lapok sakkfeladványrovatát vezette. 1967-től a Chess Life and Review feladványrovatának vezetője volt. Tanulmányszerző nemzetközi mester, de feladványszerzőként is maradandó értékű műveket alkotott.
Hazai és nemzetközi feladványszerző-versenyeken bíráskodik. Sakkfeladványokkal kapcsolatos cikkeket ír. Sokoldalú szerző, két- és háromlépéses mattfeladványokat, segítőmattokat és visszaelemzéses feladványokat egyaránt készít. Világszínvonalú végjátéktanulmányaiban jól ötvöződött az erős gyakorlati sakkjátékos és a sakkszerző kreativitása. A klasszikus irányzat híve. Műveinek kidolgozása mintaszerű, technikája virtuóz. Néhány bábbal is rendkívüli tartalmat varázsol a sakktáblára. Kitűnő rekordfeladványai vannak. Alkotásait a kis felhasznált anyag, a végsőkig kicsiszolt forma, az anyag adta lehetőségek maximális kihasználása jellemzi. Különleges alkotási területe a betűfeladvány, amelyből eddig mintegy 100-at készített.
Legalább 25 feladványa bekerült a háromévenként megjelenő FIDE-Albumba, egy időszak legkitűnőbb feladványainak gyűjteményébe.

## A levelezési sakkozó
A levelezési sakkal először az I. levelezési sakkolimpián foglalkozott, amikor tagja volt az elődöntőt megnyerő magyar válogatottnak, és hat játszmából 4,5 pontot szerzett. Később Amerikában a sakknak ezt az ágát jövedelemkiegészítésként folytatta: pénzért játszott, és 100 körüli ilyen játszmájában sosem vesztett.

## Sakkelméleti munkássága
A megnyitáselmélet kiváló szakértője volt, nevét több megnyitási változat is őrzi, leghíresebb a Benkő-csel.
- Benkő-megnyitásnak (ECO A00): az 1. g3 lépéssel előálló megnyitást nevezik.
- A Benkő-csel megnyitás a sakkban, amely a Benoni-védelem (ECO A57): 1.d4 Hf6 2.c4 c5 3.d5 változata után áll elő sötét 3…b5 lépésével.
- Elfogadott Benkő-csel (ECO A57): 1.d4 Hf6 2.c4 c5 3.d5 b5 4.cxb5
- Elfogadott Benkő-csel Dlugy-változat (ECO A57): 1.d4 Hf6 2.c4 c5 3.d5 b5 4.cxb5 a6 5.f3
- Elfogadott Benkő-csel modern változat (ECO A57): 1.d4 Hf6 2.c4 c5 3.d5 b5 4.cxb5 a6 5.e3
- Elfogadott Benkő-csel Zajcev-rendszer (ECO A57): 1.d4 Hf6 2.c4 c5 3.d5 b5 4.cxb5 a6 5.Hc3
- Elfogadott Benkő-csel Zajcev-változat (ECO A57): 1.d4 Hf6 2.c4 c5 3.d5 b5 4.cxb5 a6 5.Hc3 axb5 6.e4 b4 7.Hb5 d6 8.Hf3 g6 9.Fc4
- Elfogadott Benkő-csel visszaadott gyalog változat (ECO A57): 1.d4 Hf6 2.c4 c5 3.d5 b5 4.cxb5 a6 5.b6
- Elfogadott Benkő-csel Frappe Nescafe támadás (ECO A57):1.d4 Hf6 2.c4 c5 3.d5 b5 4.cxb5 a6 5.Hc3 axb5 6.e4 b4 7.Hb5
- Elfogadott Benkő-csel teljesen elfogadott változat (ECO A58): 1.d4 Hf6 2.c4 c5 3.d5 b5 4.cxb5 a6 5.bxa6
- Elfogadott Benkő-csel centrumtámadó változat (ECO A57): 1.d4 Hf6 2.c4 c5 3.d5 b5 4.cxb5 a6 5.bxa6 Fxa6 6.Hc3 d6 7.f4
- Elfogadott Benkő-csel fianchetto változat (ECO A58): 1.d4 Hf6 2.c4 c5 3.d5 b5 4.cxb5 a6 5.bxa6 Fxa6 6.Hc3 g6 7.Hf3 d6 8.g3 Fg7 9.Fg2
- Elfogadott Benkő-csel királysétáló változat (ECO A58): 1.d4 Hf6 2.c4 c5 3.d5 b5 4.cxb5 a6 5.bxa6 Fxa6 6.Hc3 d6 7.e4 Fxf1 8.Kxf1 g6 9.g3 Fg7 10.Kg2 O-O
- Elhárított Benkő-csel főváltozata (ECO A57): 1.d4 Hf6 2.c4 c5 3.d5 b5 4.Hf3
- Elhárított Benkő-csel (ECO A57): 1.d4 Hf6 2.c4 c5 3.d5 b5 4.e4
- Elhárított Benkő-csel futótámadás (ECO A57): 1.d4 Hf6 2.c4 c5 3.d5 b5 4.Fg5
- Elhárított Benkő-csel Mutkin-ellencsel (ECO A57): 1.d4 Hf6 2.c4 c5 3.d5 b5 4.g4
- Elhárított Benkő-csel csendes változat (ECO A57): 1.d4 Hf6 2.c4 c5 3.d5 b5 4.Hd2
- Elhárított Benkő-csel Sosonko-változat (ECO A57): 1.d4 Hf6 2.c4 c5 3.d5 b5 4.a4
- Benkő-csel Pszeudo-Saemisch (ECO A57):1.d4 Hf6 2.c4 c5 3.d5 b5 4.f3
- Pszeudo Benkő-csel (ECO A46): 1.d4 Hf6 2.Hf3 c5 3.d5 b5
- Benkő-támadás a királyindiai védelemben (ECO E99): 1.d4 Hf6 2.c4 g6 3.Hc3 Fg7 4.e4 d6 5.Hf3 O-O 6.Fe2 e5 7.O-O Hc6 8.d5 He7 9.He1 Hd7 10.f3
- A királyindiai védelem Benkő-változata (ECO E99): 1.d4 Hf6 2.c4 g6 3.Hc3 Fg7 4.e4 d6 5.Hf3 O-O 6.Fe2 e5 7.O-O Hc6 8.d5 He7 9.He1 Hd7 10.f3 f5 11.g4

## Művei
- The Benko Gambit (1973)
- The Benko Gambit (1974, RHM Press) ISBN 978-0713429121
- Chess Endgames Lessons (1989)
- Winning with Chess Psychology (1991, Random House Puzzles & Games) ISBN 978-0812918663
- Pal Benko: My Life, Games and Compositions (2003) ISBN 1890085081 ISBN 9781890085087 – a könyv elnyerte az „Év könyve” díjat (Book of the Year Award), Garri Kaszparov On My Great Predecessors II című könyvét előzve meg.[9]
- Basic Chess Endings (2003, Random House Puzzles & Games) ISBN 978-0812934939
- Pal Benko's Endgame Laboratory (2007, Ishi Press) ISBN 978-0923891886

## Díjai, elismerései
- A World Chess Hall of Fame (Sakkhírességek Csarnoka) tagja (1993)
- Maróczy-díj (1997)[11]
- A Magyar Érdemrend lovagkeresztje (2015)[35]

## Néhány szép befejezésű játszmája
|    | |    |    |    |    |    |    |
|    | \| \| \| \| \| \| \| \| \| \| \| \| \| \| \| \| \| \| \| \| \| \| \| \| \| \| \| \| \| \| \| \| \| \| \| \| \| \| \| \| \| \| \| \| \| \| \| \| \| \| \| \| \| \| \| \| \| \| \| \| \| \| \| \| \| \| \| \| \| \| \| \| |    |    |    |    |    |    |
|    | |    |    |    |    |    |    |
| a8 | b8 | c8 | d8 | e8 | f8 | g8 | h8 |
| a7 | b7 | c7 | d7 | e7 | f7 | g7 | h7 |
| a6 | b6 | c6 | d6 | e6 | f6 | g6 | h6 |
| a5 | b5 | c5 | d5 | e5 | f5 | g5 | h5 |
| a4 | b4 | c4 | d4 | e4 | f4 | g4 | h4 |
| a3 | b3 | c3 | d3 | e3 | f3 | g3 | h3 |
| a2 | b2 | c2 | d2 | e2 | f2 | g2 | h2 |
| a1 | b1 | c1 | d1 | e1 | f1 | g1 | h1 |

| a8 | b8 | c8 | d8 | e8 | f8 | g8 | h8 |
| a7 | b7 | c7 | d7 | e7 | f7 | g7 | h7 |
| a6 | b6 | c6 | d6 | e6 | f6 | g6 | h6 |
| a5 | b5 | c5 | d5 | e5 | f5 | g5 | h5 |
| a4 | b4 | c4 | d4 | e4 | f4 | g4 | h4 |
| a3 | b3 | c3 | d3 | e3 | f3 | g3 | h3 |
| a2 | b2 | c2 | d2 | e2 | f2 | g2 | h2 |
| a1 | b1 | c1 | d1 | e1 | f1 | g1 | h1 |

Amikor egy feladványba illő lépéssel a semmiből egyszerre mattháló lesz:
- Benkő Pál–Duncan Suttles, 65. US Open, 1964, Boston, modern védelem, Suttles-változat (ECO B06)[36]

1.Hf3 g6 2.e4 Fg7 3.d4 d6 4.Hc3 c6 5.Fe2 Hd7 6.O-O Hh6 7.h3 O-O 8.Fe3 f6 9.Vd2 Hf7 10.d5 f5 11.exf5 gxf5 12.Hd4 Fxd4 13.Fxd4 cxd5 14.Hxd5 e5 15.Fc3 f4 16.Fc4 Hc5 17.Hxf4 He4 18.Ve3 Hxc3 19.Vg3+ Kh8 20.Vxc3 Hg5 21.Hh5 Bf3 22.Vd2 Bxh3 23.Fe2 Bh4 24.Bad1 Fg4 25.Fxg4 Bxg4 26.Hg3 Vb6 27.Vxd6 Hf3+ 28.gxf3 Bxg3+ 29.Kh2 Bg5 30.f4 Bh5+ 31.Kg2 e4 32.Bg1 Bg8+ 33.Kf1 Vb5+ 34.Bd3 Bxg1+ 35.Kxg1 1-0
Ahol a feladványszerző találkozik a nagymesterrel:
- John Ragan–Benkő Pál, 75. US Open, 1974. New York, angol megnyitás (ECO A22)[37]

1.c4 e5 2.Hc3 Hf6 3.e3 d6 4.d4 Hbd7 5.g3 g6 6.Fg2 Fg7 7.Hge2 O-O 8.O-O Be8 9.b3 c6 10.Fb2 Ve7 11.Bc1 e4 12.Fa3 Hf8 13.h3 h5 14.b4 Fd7 15.Vb3 H8h7 16.h4 g5 17.hxg5 Hxg5 18.d5 h4 19.dxc6 bxc6 20.b5 h3 21.Fh1 h2+ 22.Kxh2 Hg4+ 23.Kg1 Vf6 24.f3 exf3 25. Hf4 Vxf4 0-1
Nyerő végjátékra lebonyolítás:
- Benkő Pál–Mark Tajmanov, Buenos Aires, 1960, angol megnyitás (ECO A13)[38]

1.c4 e6 2.g3 d5 3.Fg2 Hf6 4.Hf3 Hc6 5.O-O Fe7 6.d4 O-O 7.cxd5 exd5 8.Fg5 h6 9.Fxf6 Fxf6 10.Hc3 He7 11.Bc1 c6 12.b4 a6 13.a4 Hf5 14.b5 Be8 15.bxc6 bxc6 16.e3 h5 17.He2 Vd6 18.Hf4 h4 19.g4 g5 20.Hd3 He7 21.h3 Hg6 22.Vc2 Fd7 23.Hc5 Bec8 24.Bb1 Fe8 25.a5 Bc7 26.Bb6 Bca7 27.Bfb1 He7 28.Ff1 Hc8 29.Bxa6 Bxa6 30.Fxa6 Vd8 31.Fxc8 Vxc8 32.a6 Fe7 33.Bb7 Vd8 34.a7 Ff8 35.Vf5 Fe7 36.Hxg5 Fxg5 37.He6 Vf6 38.Vxf6 Fxf6 39.Hc7 Bxa7 40.Bxa7 1-0
A tanulmányba illő végjáték:
- Szigeti Miklós–Benkő Pál, Budapest, 1945, fél-szláv védelem (ECO C44)[39]

1.d4 d5 2.c4 e6 3.Hc3 c6 4.Hf3 Hf6 5.Fg5 dxc4 6.e4 b5 7.e5 h6 8.Fh4 g5 9.Hxg5 hxg5 10.Fxg5 Hbd7 11.exf6 Fb7 12.Fe2 Hxf6 13.Ff3 Fe7 14.Fxf6 Fxf6 15.Hxb5 cxb5 16.Fxb7 Bb8 17.Fc6+ Ke7 18.Vd2 Vd6 19.Ff3 Bh4 20.g3 Bxd4 21.Va5 c3 22.Vxa7+ Kf8 23.O-O cxb2 24.Bab1 Bd3 25.Fe4 Ba3 26.Bbd1 Bxa7 27.Bxd6 Bxa2 28.Bb1 Ba1 29.Bdd1 Bc8 30.Kf1 Bc1 31.Ke2 Fc3 32.g4 Fe5 33.h4 Ff4 34.Fd3 b4 35.Fe4 Kg7 36.g5 b3 37.Fd3 Bc2+ 38.Kf3 Fc1 0-1